# Estado Shan
El Estado Shan (del birmano: ရှမ်းပြည်နယ် ‘[ʃáɰ̃ pjìnɛ̀]’), en shan: မိူင်းတႆး) es un estado de Myanmar, que toma su nombre de la etnia shan, el grupo étnico mayoritario en el estado Shan. Este estado está compuesto por 52 distritos. Su capital es la ciudad de Taunggyi. 

## Historia
Los shan dominaron la mayor parte de Birmania desde el siglo XIII hasta el XVI. En el siglo XIX, tiempo después de haber perdido su antiguo poder, se distribuyeron en más de 30 diminutos estados, la mayor parte de los cuales pagaba tributos al rey de Birmania. Bajo el dominio colonial británico, los estados Shan fueron gobernados por jefes hereditarios llamados saophas, vasallos de la Corona británica. En 1922, la mayor parte de estos pequeños estados se unió a los Estados Shan Federados (Federated Shan States), bajo el control de un comisario que también administraba los Estados Wa. Este arreglo perduró hasta los cambios constitucionales de 1923 y 1937. La Constitución birmana de 1947 estableció un solo estado Shan, que incluía los antiguos estados Wa. En 1959 los sawbwas cedieron gran parte de su poder al Gobierno birmano. La autonomía del Estado Shan quedó aún más debilitada por la federalización del gobierno birmano en los años setenta. En general, se puede decir que los Shan siguen comprometidos con la conservación de su peculiar legado étnico. 
Una curiosidad interesante de este Estado es la presencia de la tribu Kayan o Karen, donde habitan una mujeres llamadas mujeres de cuello de jirafa o Padaung.

## Geografía
Shan es el estado de mayor superficie de Myanmar. Se encuentra en el centro oriental del país y sus ciudades más importantes son Taunggyi, la capital, y Lashio. Limita al norte con China, al este con Laos y al sur con Tailandia. La mayor parte del territorio del estado de Shan se encuentra en una meseta en la que abundan las colinas, aunque hay montañas de mayor altitud al norte y al sur. La garganta del río Thanlwin (Salween) divide en dos al estado. Se extrae plata, plomo y zinc, notablemente en la mina Bawdwin. Entre los cultivos destaca el arroz. Shan se encuentra en el Triángulo Dorado, un área que produce gran parte del opio y la heroína que se consumen en el mundo. El tráfico de drogas está controlado por caudillos locales, algunos de los cuales tiene ejércitos privados de miles de soldados. Los Shan, cuyo lenguaje y costumbres se asemejan a los de los Thais y los Laos habitan la tierra llana. La mayor parte de los Shan es de religión budista y se dedica a la agricultura. Entre los Shans viven birmanos, chinos y karens. En las colinas habitan varios pueblos, entre los que destacan los Wa, antiguamente cazadores de cabezas y que son numerosos en el norte y a lo largo de la frontera con China.
División administrativa
Tradicionalmente, el estado Sham se dividía en 11 distritos y 2 zonas autónomas:
- Taunggyi (တောင်ကြီး)
- Loilen (Loilem) (လွလႅမ်)
- Kyaukme (ကျောက်မဲ)
- Muse (မူဆယ်)
- Laukkaing (Laogai) (လောက်ကိုင်)
- Kunlong (ကွမ်းလုံ)
- Lashio (လာရှိုး)
- Keng Tung (ကျိုင်းတုံ)
- Mong Hsat (မိုင်းဆတ်)
- Mong Hpayak (မိုင်းဖြတ်)
- Tachileik (တာချီလိတ်)
- Hopang (zona autónoma)
- Matman (zona autónoma)

Sin embargo, en septiembre de 2011 se le añadió el distrito de Hopang, el número 12, distrito que incluye a municipios como Mongmao, Pangwaun, Namphan y Pansang.

## Demografía
| Gráfica de evolución de Estado Shan entre 1973 y 2014 |
|                                                       |